# 文祥塔
文祥塔位于中国浙江省温州市泰顺县罗阳镇城区塔坪路、东邻塔坪寺，为县城文峰塔，由泰顺县令周正乐始建于明隆庆年间，初名象山塔，万历二十九年（1601）重修后改今名，崇祯十一年（1638）复修，清嘉庆十七年（1812）圮，道光二十三年（1843）重建。1988年重修。塔旁存清道光二十六年（1846）所立重建文祥塔碑和1988年所立重修文祥塔碑记各一。
今塔为六角七层的砖木结构楼阁式塔，高约19.7米，底层东面辟门，其余间隔辟窗，以上各层六面间隔辟窗，其位置逐层相错，平砖叠涩出檐，塔刹呈葫芦形，塔内设有供登临的木梯。